# Rimski mozaik
Rimski mozaik je mozaik, izdelan v rimskem obdobju, v celotni Rimski republiki in poznejšem cesarstvu. Mozaike so uporabljali v različnih zasebnih in javnih zgradbah. Na njih so močno vplivali prejšnji in sodobni helenistični grški mozaiki, pogosto pa so vključevali znane osebnosti iz zgodovine in mitologije, na primer Aleksandra Velikega v Aleksandrovem mozaiku. Velik delež ohranjenih primerov prihaja iz italijanskih najdišč, kot sta Pompeji in Herkulanej, pa tudi z drugih področij rimskega cesarstva.

## Razvoj
Najstarejši primeri rimskih mozaičnih tal segajo v pozno republikansko obdobje (2. st. pr. n. št.) in so doma iz Delosa v Grčiji. Witts trdi, da so teselirani tlaki s teserami v Evropi uporabljali od konca 5. do začetka 4. st. pr. n. št.. Temu nasprotuje Ruth Westgate, ki trdi, da najstarejši taki mozaiki iz helenističnega obdobja segajo v 3. st. pr. n. št., pri čemer so mozaiki iz Delosa od 2. do zgodnjega 1. st. pr. n. št. predstavljali približno polovico znanih primerov. Hetty Joyce in Katherine M. D. Dunbabin se strinjata s to oceno in zatrjujeta, da je prehod iz prodnatih mozaikov na bolj zapletene teselirane mozaike nastajal v helenistično-grški Siciliji v 3. st. pr. n. št. in se razvil na mestih, kot sta Morgantina in Sirakuze. Najstarejši znani prodnati mozaiki in uporaba tlakov iz sekancev najdemo na Olyncu v grški Halkidiki, datirani v 5. do 4. st. pr. n. št., medtem ko druge primere najdemo v Peli, glavnem mestu Makedonije, iz 4. st. pr. n. št..
Najstarejši mozaiki rimskih Pompejev, datirani v pompejski prvi slog stenskega slikarstva v poznem 2. in začetku 1. st. pr. n. št., so jasno izhajali iz helenističnega grškega modela. Vendar so v povprečju vsebovali veliko bolj figurativne prizore, manj abstraktno oblikovanje, odsotnost svinčenih trakov, pa tudi skoraj popolno pomanjkanje zapletenih tridimenzionalnih prizorov, ki so uporabljali večbarvnost do pompejskega drugega sloga stenskega slikarstva (80–20 pr. n. št. ). Mozaiki v vili Romana del Casale iz rimski Siciliji so približno znani znak mozaične umetnosti v poznem cesarskem obdobju. Mozaična dekoracija lokalnega kompleksa palač se konča v galeriji, ki vsebuje prizor lova in boja živali na površini 300 m².

## Tehnologija
Rimski mozaiki so zgrajeni iz geometrijskih kock, imenovanih tesera, sestavljenih skupaj, da ustvarijo oblike figur, motivov in vzorcev. Materiali za tesere so bili pridobljeni iz lokalnih virov naravnega kamna, z dodatki izrezane opeke, ploščic in lončenine so ustvarili barvne odtenke pretežno modre, črne, rdeče, bele in rumene barve. Večbarvni vzorci so bili najpogostejši, vendar so znani enobarvni primeri. Tudi marmor in steklo sta se občasno uporabljala kot tesere, kot majhni kamenčki in plemenite kovine, kot je zlato. Mozaična dekoracija ni bila omejena le na tla, ampak tudi na stene in oboke. Sledi so bile najdene pod nekaterimi oboki, bodisi vstavljene ali naslikane na malto. Oblika je lahko tudi vezana z vrvico, ali nameščena v leseni okvir.
Propadanje zgradb v antiki lahko paradoksalno uniči mozaike ali jih zaščiti in ohrani.

## Metaforika
Rimski mozaiki so poleg geometrijskih vzorcev in modelov pogosto upodabljali božanske like ali mitološke prizore.

### Portreti
Posnetki znanih posameznikov ali zabavnih prizorov so običajni pri rimskih mozaikih. Aleksandrov mozaik iz Favnove hiše v Pompejih prikazuje bitko pri Isu med Aleksandrom Velikim in Darejem III.  Poleg znanih ljudi iz antike lahko mozaiki prikazujejo vidike vsakdanjega življenja. Gladiatorjev mozaik iz Rima prikazuje bojni prizor, v katerem je imenovan vsak vpleten gladiator. Gladiatorski prizor je znan tudi iz Leptis Magne.

### Religija
Ena najzgodnejših upodobitev rimskega krščanstva je Mozaik iz Hinton St Mary (v Dorsetu v Angliji), ki prikazuje Kristusa z znakom Hi-Ro za glavo. Mozaik je zdaj v Britanskem muzeju. Orfejevi mozaiki, ki pogosto vključujejo številne živali, ki jih pritegne božje igranje, so zelo pogosti; v zgodnjekrščanski umetnosti so ga uporabljali tudi kot simbol za Kristusa. Prizori Dioniza so še ena pogosta tema.

### Emblemi
Napredek v mozaični tehniki je razvil emblem, "srce" vseh mozaikov. Beseda emblem se uporablja za opis majhnega mozaika, ki vsebuje majhen žanrski prizor ali tihožitje, za katerega so značilne posebej tanke tesere, izdelane ločeno in nameščene v osrednjem ali pomembnem položaju na glavni plošči.

## Znameniti primeri
- Aleksandrov mozaik iz Favnove hiše, Pompeji.
- Grobnica Julija v Vatikanski nekropoli, pod baziliko svetega Petra, Rim.
- Gladiatorski mozaik iz Via Casiline zunaj Rima.
- Zlitenski mozaik iz Zlitna v Libiji

## Galerija
- Detajl Aleksandrov mozaik z upodobitvijo Aleksandra Velikega, c. 100 pr. n. št., Pompeji
- Neptun vozi svojo kočijo
- Odisej med potjo
- Ljubezenski prizor, 1. st.
- Maska komedije
- Antiohov mozaik
- Mozaik Epifanije iz Dioniza, iz Dionizove vile (2. st.) v Dionu, Grčija. Zdaj v Arheološkem muzeju v Dionu..
- Parisova sodba, marmor, apnenec in steklo tesserae, 115–150; iz atrija Hiše trizobov v Antiohiji v kraju Orontes
- Zlitenski mozaik z gladiatorji, 2. stoletje
- Rimski mozaik, ki prikazuje poroko Dioniza in Ariadne, s Silenom in satirom iz 2. st., Tunis, Tunizija
- Mozaik, ki prikazuje Meduzo in reprezentativne figure štirih letnih časov iz Palencije v Španiji med 167 in 200.
- Rimski mozaik iz Pireja, ki prikazuje Meduzo, z uporabo opus tessellatum, 2. stoletje, Nacionalni arheološki muzej v Atenah
- Mozaik športnic, ki igrajo žogo v vili Romana del Casale na Piazzi Armerina, 4. st.
- Poznoantični mozaiki v vili Romana La Olmeda, Španija, 4. do 5. st.
- Triumph of Poseidon and Amphitrite prikazuje par v sprevodu, detajl mozaika iz Cirte, Rimska Afrika, 315–325 AD, Louvre
- Paleokrščanski mozaik iz Santa Pudenziana v Rimu, c. 410
- Mozaik Orfeja iz Caralisa, sodobni Cagliari (Italija), zdaj v Arheološkem muzeju v Torinu
- Mozaik Dianino kopanje. As-Suwayda, Sirija
- Mozaik Amazonske vpletenega v boj s hipeusom, 4. stoletje pred našim štetjem, Louvre